# Karl Wilhelm Gärtner
Karl Wilhelm Gärtner, seit 1750 Edler von Gärtner auf Rohrsdorf (* 1. Dezember 1700 in Dresden; † 13. März 1760 in Wien), war ein deutscher Rechtswissenschaftler und Jurist.

## Leben
Der Sohn des Oberlandbaumeisters Matthäus Gärtner hatte seit dem 19. April 1714 die Kreuzschule seiner Heimatstadt besucht. Am 3. Oktober 1718 nahm er ein Studium der Rechtswissenschaften an der Universität Leipzig auf. Hier war sein Lehrer Christian Gottfried Hoffmann (1692–1735). In Leipzig erwarb er sich 1721 den akademischen Grad eines Magisters der Philosophie, wechselte 1723 an die Universität Frankfurt (Oder) und promovierte zurückgekehrt nach Leipzig 1724 zum Doktor der Rechte. 
1727 wurde er an der Leipziger Hochschule Professor der Rechtswissenschaften mit dem Titel de V.S. et de R. J., war im Sommersemester 1730 Rektor der Alma Mater, wurde 1733 Appellationsrat in Dresden und zugleich Instruktor des Kurprinzen Friedrich Christian von Sachsen, mit dem Titel eines geheimen Hof- und Kriegsrates. In dieser Funktion war er 1742 und 1745 Beisitzer des Vikariatsgerichts, wurde 1749 wirklicher kaiserlicher Reichshofrat in Wien und am 8. November 1750 mit dem kaiserlichen Diplom in den adligen Ritterstand eines Edlen erhoben.
Aus seiner am 23. November 1727 geschlossenen Ehe mit Johanne Salome (* 2. Januar 1713 in Leipzig; † 19. Mai 1796 in Bautzen), der Tochter des Leipziger Juristen Johann Friedrich Winckler und dessen Frau Friderike Johanne Salome (geb. Drobisch aus Dresden), sind vier Söhne und drei Töchter entstanden. Bekannt sind die Namen der Söhne Karl Friedrich Freiherr von Gärtner († 1779), August Gottlieb Freiherr von Gärtner († 1807 in Dresden) und Heinrich Ferdinand Edler von Gärtner († 1807 in Naumburg).

## Werke
- Diss. de Sigismundo, Romanorum Imperatore, Germanise, Hungariae, Bohemiae Rege. Leipzig 1723
- Diss. inaug. de materia possessionis territonorum S. R. I. G. immediatorum in titulis et modis acquirendi, retinendi et amittendi. Leipzig 1724
- Diss. de S. R. I. Electorum, inprimia Saxoniae, feudis et officiis Bambergensibus. Leipzig 1726, 1741
- Progr. inaug. de praefidio et tentamine iuri Saxonico praestito. Leipzig 1727
- Diss. de advocatiis publicis superioris Lusatiae Von denen Vogteyen in der Ober-Lausitz. Leipzig 1727
- Diss. de iure legatorum in diem, vel sub conditione relictorum; occasione § 4. Tit. 45. E. O. P. S. Leipzig 1728
- Diss. de foemina debitrice ex pacto ad carceres obligata; occasione § 11. App, ad Ordin. P. S. Elect. Renov. Leipzig 1728
- Diss. de iuris Romani distinctione inter dotem et parapherna foris Germ. non accommodanda. Leipzig 1729
- Diss. de eo, quod iustum est circa exbibitionem reorum, iure inprimis Lusatiae superioris. Leipzig 1729
- Kurzer Entwurf, wie zu einer gründlichen Kennrniss des Churfürstenthums Sachsen, incorporirter und zugehöriger Lande, und daraus herzuleitenden iuris publici zu gelangen. Leipzig 1729
- Institutiones iuris criminalis. Leipzig 1729.  II. Edition Leipzig 1747, 1765
- Saxonum leges tres, quae exstant, antiquissimae, aetate Caroli M. confectae; notis illustravit etc. Accessit Lex Frisionum, cum notis Sibrandi Siccamae. Leipzig 1730
- Westphalische Friedens - Canzley, darinne die von an. 1643 bis 1648 bey denen Münster - und Osnabrückischen Friedens - Traktaten geführte geheime Correspondence, ertheilte Instructiones, erstattete Relationes, und andere besondere Nachrichten enthalten; nebst einer vollständigen Historie des Westphälischen Friedensschlusses. 1. Teil. Leipzig 1731, 2. u. 3. Teil Leipzig 1732, 4. und 5. Teil Leipzig 1733, 6. Teil Leipzig 1734, 7. Teil Leipzig 1755, 8. Teil Leipzig 1736, 9. Teil Leipzig 1738
- Epkens von Repgow Sachsen - Spiegel, oder das Sächsische Land - Recht, wie solches mit denen ältesten Codicibus MSS. zusammen gehalten, daraus nach dessen wahren Verstand hergestellet nebst zweyen noch nie gedruckten Texten der alten Obersächsischen ursprünglichen Sprache dieses Rechts, auch dessen Lateinischer Version und einer neuen Uebersetzung, und mit einer Vorrede vom Autore, Alter, Codicibus und Editionen dieses Rechts versehen. Leipzig 1732
- Diss. iure Germanico inter impuberes et minores, tutores et curatores, non distingui. Leipzig 1732